# ロン・マキーオン
ロナルド・ジョン・マキーオン（Ronald John McKeon, 1961年2月6日 - ）は、オーストラリアの元男子競泳選手。専門は自由形。オリンピックには1980年モスクワ大会と1984年ロサンゼルス大会に出場し、最高成績はロサンゼルス大会4×200mフリーリレーの4位（個人種目ではモスクワ大会200m自由形の5位）。コモンウェルスゲームズでは1978年エドモントンで200m・400m自由形、4×200mフリーリレーの3冠を達成するなど、2大会に出場して6つのメダルを獲得した。デビッド・マキーオンとエマ・マキーオンの父として知られる。

## 経歴
1980年7月、モスクワで開催されたオリンピックに出場。200m自由形で5位（メダルに1秒差）、400m自由形で8位（メダルに3秒05差）、第4泳を務めた4×200mフリーリレーでは決勝をチーム最速の1分52秒14で泳ぎ7位（メダルに1秒52差）と、メダルこそ獲得できなかったが出場した全ての種目で決勝を泳いだ。
1984年7-8月、ロサンゼルスで開催されたオリンピックに出場。第3泳を務めた4×200mフリーリレーは決勝をチーム最速の1分50秒52で泳ぎ、7分25秒63のコモンウェルス新記録（当時）樹立に貢献したが、世界新記録（当時）の7分15秒69で優勝したアメリカ、ヨーロッパ新記録（当時）の7分15秒73で2位に入った西ドイツ、国内新記録（当時）の7分24秒78で3位に入ったイギリスに次ぐ4位に終わり、0秒85差でメダルを逃した。400m自由形では2大会連続でファイナリストになるも、前回大会に続いて8位（メダルに3秒69差）に終わった。
1991年、仕事を辞めて妻のスージーと共にマキーオンズ・スイムスクール（McKeon’s Swim School）を開校した。

## 家族
妻のスージー・マキーオン（旧姓ウッドハウス）、長男のデビッド・マキーオン、長女のエマ・マキーオン、義弟のロブ・ウッドハウスも競泳の国際大会で活躍した実績を持つ、オーストラリアを代表する競泳一家。妻のスージーはコモンウェルスゲームズのファイナリスト（5位）、長男のデビッドはオリンピックのファイナリスト（最高成績は個人種目が7位、リレー種目が4位）、長女のエマはオリンピックの金メダリスト、義弟のロブはオリンピックの銅メダリスト。また、義父のトニー・ウッドハウスは代表選考委員会を長年務めた。末っ子で次女のケイトリン・マキーオンはマキーオンズ・スイムスクールで数年間コーチを務めていたが、2024年現在はニューサウスウェールズ救急隊（New South Wales Ambulance）で救急救命士として働いている。父のリック・マキーオンは南マルブラ・サーフクラブ（South Maroubra Surf Club）の創設メンバーの1人。

## 主要国際大会の成績
世界水泳連盟のウェブサイトなど参照
| 年                 | 大会                   | 場所               | 種目               | 結果               | 記録               | 泳順               | 備考               |
| オーストラリア代表 | オーストラリア代表     | オーストラリア代表 | オーストラリア代表 | オーストラリア代表 | オーストラリア代表 | オーストラリア代表 | オーストラリア代表 |
| ------------------ | ---------------------- | ------------------ | ------------------ | ------------------ | ------------------ | ------------------ | ------------------ |
| 1978               | コモンウェルスゲームズ | エドモントン       | 200m自由形         | 金メダル           | 1分52秒06          |                    |                    |
| 1978               | コモンウェルスゲームズ | エドモントン       | 400m自由形         | 金メダル           | 3分54秒43          |                    |                    |
| 1978               | コモンウェルスゲームズ | エドモントン       | 4x100mフリーリレー | 銀メダル           | 3分28秒62          |                    |                    |
| 1978               | コモンウェルスゲームズ | エドモントン       | 4x200mフリーリレー | 金メダル           | 7分34秒83          |                    |                    |
| 1978               | 世界選手権             | 西ベルリン         | 200m自由形         | 7位                | 1分53秒26          |                    |                    |
| 1978               | 世界選手権             | 西ベルリン         | 400m自由形         | 予選16位           | 4分00秒09          |                    |                    |
| 1978               | 世界選手権             | 西ベルリン         | 4x100mフリーリレー | 7位                | 3分29秒37          | 2泳                |                    |
| 1978               | 世界選手権             | 西ベルリン         | 4x200mフリーリレー | 8位                | 7分39秒94          | 2泳                |                    |
| 1980               | オリンピック           | モスクワ           | 200m自由形         | 5位                | 1分52秒60          |                    |                    |
| 1980               | オリンピック           | モスクワ           | 400m自由形         | 8位                | 3分57秒00          |                    |                    |
| 1980               | オリンピック           | モスクワ           | 4x200mフリーリレー | 7位                | 7分30秒82          | 4泳                |                    |
| 1982               | コモンウェルスゲームズ | ブリスベン         | 200m自由形         | 銅メダル           | 1分51秒71          |                    |                    |
| 1982               | コモンウェルスゲームズ | ブリスベン         | 400m自由形         | 5位                | 3分56秒83          |                    |                    |
| 1982               | コモンウェルスゲームズ | ブリスベン         | 4x200mフリーリレー | 金メダル           | 7分28秒81          |                    | コモンウェルス記録 |
| 1984               | オリンピック           | ロサンゼルス       | 400m自由形         | 8位                | 3分55秒48          |                    |                    |
| 1984               | オリンピック           | ロサンゼルス       | 4x200mフリーリレー | 4位                | 7分25秒63          | 3泳                | コモンウェルス記録 |

## 自己ベスト
世界水泳連盟のウェブサイト参照
| 種目       | 記録      | 日付          | 大会                   | 場所         | 備考   |
| 長水路     | 長水路    | 長水路        | 長水路                 | 長水路       | 長水路 |
| ---------- | --------- | ------------- | ---------------------- | ------------ | ------ |
| 200m自由形 | 1分51秒71 | 1982年9月30日 | コモンウェルスゲームズ | ブリスベン   |        |
| 400m自由形 | 3分54秒43 | 1978年8月3日  | コモンウェルスゲームズ | エドモントン |        |